# Andreas Bauer
Andreas Bauer, född 21 januari 1964 i Oberstdorf i Bayern, är en tysk tidigare backhoppare och nuvarande backhoppstränare. Han tävlade för Västtyskland och senare et samlat Tyskland och han representerar SC 1906 Oberstdorf.

## Karriär
Andreas Bauer debuterade internationellt i tysk-österrikiska backhopparveckan (som ingår i världscupen) 30 december 1980 i på hemmaplan i Schattenbergschanze i Oberstdorf. Han blev nummer 71 i sin första internationella tävling. Han var på prispallen i världscupen/backhopparveckan första gången i nyårstävlingen i Garmisch-Partenkirchen 1 januari 1982 då han blev trea efter Roger Ruud från Norge och Manfred Deckert från Östtyskland. I backhopparveckan 1981/1982 blev Bauer nummer 7 sammanlagt. Bauer vann nyårstävlingen i Garmisch-Partenkirchen 1 januari 1987 och blev nummer 6 totalt i backhopparveckan säsongen 1986/1987. Säsongen 1987/1988 blev Bauer nummer 8 totalt i turneringen efter bland annat en andraplats i deltävlingen i Innsbruck i Österrike.
Bauer tävlade 11 säsonger i världscupen. Bästa resultatet fick han säsongen 1981/1982 då han blev nummer 10 sammanlagt. Han blev nummer 11 totalt säsongen 1987/1988 och nummer 12 säsongen 1983/1984.
Andreas Bauer tävlade i sitt första Skid-VM i Oslo i Norge 1982. Han deltog i de individuella tävlingarna och blev nummer 33 i normalbakken (Midtstubakken) och nummer 17 i stora backen (Holmenkollbakken). Under Skid-VM 1985 i Seefeld in Tirol i Österrike blev Bauer nummer 39 i normalbacken och nummer 21 i stora backen. I VM 1987 blev Bauer nummer 11 (normalbacken) och nummer 21 i de individuella grenarna. I lagtävlingen blev han nummer 6 med det västtyska laget. I sitt sista Skid-VM, i Lahtis i Finland, 1989 tävlade Bauer i de individuella grenarna och blev nummer 18 i normalbacken och nummer 27 i stora backen.
Bauer deltog i olympiska spelen 1984 i Sarajevo i Jugoslavien. Han blev nummer 11 i normalbacke och nummer 7 i stora backen där han var 8,3 poäng från en bronsmedalj. Under OS 1988 i Calgary i Kanada blev Bauer nummer 29 i normalbacken och nummer 34 i stora backen. I lagtävlingen blev han nummer 6 med det västtyska laget. Matti Nykänen van alla guldmedaljerna under OS 1988.
Andreas Bauer har 11 guldmedaljer från tyska nationella mästerskap i perioden från 1982 till 1990. Han har även en silvermedalj och två bronsmedaljer från tyska mästerskapen.
Bauer avslutade backhoppningskarriären 1992.

## Senare karriär
Efter avslutad idrottskarriär har Andreas Bauer varit verksam som tränare. Han är för närvarande tränare för tyska damlandslaget i backhoppning.